# Делимарский, Юрий Константинович
Юрий Константинович Делимарский (1904—1990) — советский химик, академик АН УССР, заслуженный деятель наук УССР, директор Института общей и неорганической химии имени В. И. Вернадского НАН Украины (1960—1973).
Родился 6 мая 1904 года[по какому календарю?] в селе Краснопилка Гайсинского района Винницкой области.
Основные исследования Делимарского — в области химии и электрохимии расплавленных солей. Делимарский разработал физико-химические основы электролиза расплавов для получения и рафинирования многих металлов. Открыл явление электролитического переноса металлов с катода на анод.
Награждён Золотой медалью АН СССР им. Д. И. Менделеева / 1979 /, орденами Трудового Красного Знамени, Знак Почета, орден Октябрьской революции / 1984.
Делимарский — автор более 800 научных работ, среди них 21 монография, 83 изобретения.
Умер 2 июня 1990 года в Киеве.
На стене школы № 4 в г. Бар Винницкой обл., где он учился в 1913—1922 гг., установлена стела с его барельефом.